# Tomohiro Taira
Tomohiro Taira (jap. 平 智広, Taira Tomohiro; * 10. Mai 1990 in Gotemba, Präfektur Shizuoka) ist ein japanischer Fußballspieler.

## Karriere
Tomohiro Taira erlernte das Fußballspielen in der Jugendmannschaft von Tokyo Verdy sowie in der Universitätsmannschaft der Hōsei-Universität. Seinen ersten Vertrag unterschrieb er 2013 beim FC Machida Zelvia. Der Verein aus Machida, einer Stadt in der Präfektur Tokio, spielte in der Japan Football League. Ende 2013 stieg der Club in die J3 League auf. 2015 wurde er mit dem Club Vizemeister der J3 und stieg in die zweite Liga auf. Nach dem Aufstieg verließ er den Verein und schloss sich dem ebenfalls in der Präfektur Tokio beheimateten Zweitligisten Tokyo Verdy an.  Am Ende der Saison 2023 wurde er mit Verdy Tabellendritter. In den Aufstiegsspielen konnte man sich durchsetzen und stieg in die erste Liga auf.

## Erfolge
FC Machida Zelvia
- Japanischer Drittligavizemeister: 2015  ▲